# Moffie
Moffie. Un gay in guerra nel Sudafrica dell'apartheid è un romanzo del 2006, opera dello scrittore sudafricano André Carl van der Merwe.
Si tratta di un testo di memorie autobiografiche, basate sui diari che l'autore tenne, di nascosto, durante l'esperienza che lo vide forzatamente arruolato, per due anni, come soldato di leva nell'esercito sudafricano, quando, allora adolescente, si trovò a dover combattere per il suo paese durante la Guerra di confine sudafricana condotta contro la Namibia e l'Angola.
Il titolo originale riproduce il termine dell'inglese sudafricano, gergale e spregiativo, con cui si fa riferimento a uomini effeminati, o che si usa per insultare i gay.

## Trama
È il romanzo di formazione di Nicholas van der Swart, un giovane afrikaner bianco, alter ego dell'autore, che avverte fin da piccolo la propria "diversità" e si trova a far fronte alla discriminazione, in un paese conformista in cui domina l'Apartheid, in cui l'omosessualità è vista come una propensione illegale, mentre, d'altro canto, la rigida morale calvinista della società la considera addirittura peccaminosa.
Il romanzo si dipana tra ricordi dolci e violenti della vita familiare pregressa e le scene di violenza della guerra: la condanna del suo modo di essere da parte della famiglia calvinista, il caro ricordo della comprensiva balia di colore che lo considera il "suo dono", l'orrore per il rito iniziatico e crudele della caccia alle gazelle, la morte del fratello, ecc. Proprio l'esperienza di guerra gli apre la possibilità di stringere legami forti e autentici con i commilitoni. Nicholas vive la sua omosessualità, inizialmente velata, in un ambiente, come quello militare, in cui quell'esperienza è considerata inammissibile. Il peso di questa condizione risulta così forte da portare un suo amico e compagno d'armi al suicidio. Nel suo caso, invece, l'esperienza militare porta all'emergere alla consapevolezza di una propensione adolescenziale ancora sfumata, in una temperie esistenziale che segna il passaggio dall'adolescenza all'età adulta.
Nicholas è anche testimone dei crimini di guerra compiuti dal Koevoet, un'unità d'élite delle forze di polizia sudafricane, nota per le tecniche militari particolarmente aggressive e cruente, al cui fianco si trovò a combattere, in particolari operazioni militari che prevedevano l'uso di Boscimani e Owambo.

## Autore
André Carl van der Merwe vive a Città del Capo. È nato il 4 gennaio 1961 a Harrismith, nella provincia sudafricana di Free State. Quando la sua famiglia si trasferì nella capitale, iniziò le scuole a Stellenbosch. Dopo l'esperienza dei due anni di servizio militare di leva, si diede allo studio delle Belle arti a Città del Capo. Durante il terzo anno di studi fondò una ditta di abbigliamento che ha condotto per quindici anni. Dopo questa esperienza, si è concentrato sul disegno e sulla scrittura, sia nell'ambito del design degli interni sia nel campo della progettazione architettonica.

## Edizioni
Il libro è stato pubblicato in diversi paesi e tradotto in varie lingue, tra cui l'italiano.
- Moffie, Penstock Publishing, 2006 ISBN 978-0-620-36779-0
  - Moffie. A Novel, Europa Editions, 2011 ISBN 978-1-609-45050-2
  - Moffie. Un gay in guerra nel Sudafrica dell'apartheid (frammenti di memoria), Iacobelli editore, 2012 ISBN 978-8-862-52166-6